# Achilleus Tatios (Romanautor)
Achilleus Tatios (griechisch Ἀχιλλεὺς Τάτιος; lateinisch Achilles Tatius) war ein antiker griechischer Schriftsteller, eventuell aus Alexandria.
Er verfasste am Ende des 2. Jahrhunderts n. Chr. einen Liebesroman in acht Büchern Leukippe und Kleitophon (Τὰ κατὰ Λευκίππην καὶ Κλειτοφῶντα Ta kata Leukippen kai Kleitophonta, „Die Geschichte von Leukippe und Kleitophon“), in dem, wie in griechischen Romanen üblich, die Liebenden getrennt werden und sich erst nach Abenteuern und Gefahren endgültig vereinen können. Das Werk, in gewollt einfachem Stil verfasst, gehört zu den literarisch wertvolleren seiner Gattung.
Literarische Parallelen finden sich zwischen Leukippe und Kleitophon und den christlichen Andreasakten, die in etwa zeitgenössische Kompositionen sind.

## Überlieferung
Das Werk ist in 23 Handschriften überliefert. Davon haben zwölf den vollständigen Text. Die früheste Überlieferung bietet ein Papyrus aus dem 2. Jahrhundert, ein Vaticanus stammt aus dem 12. Jahrhundert, die meisten überlieferten Codices stammen aus dem 16. Jahrhundert.

## Ausgaben, Übersetzungen, Kommentare
- Achilleus Tatios, Leukippe und Kleitophon. Eingeleitet, übersetzt und erläutert von Karl Plepelits (= Bibliothek der griechischen Literatur. Band 11). Hiersemann, Stuttgart 1980, ISBN 3-7772-8008-9.
- Achilleus Tatios, Leukippe. Vollständige Neuausgabe, der Text folgt der Übersetzung von Friedrich Ast. Hofenberg, Berlin 2015, ISBN 978-3-8430-9433-7.
- Achilles Tatius, Leucippe and Clitophon. Translated by Tim Whitmarsh, Introduction by Helen Morales. Oxford University Press, Oxford 2001, ISBN 0-19-815289-2.
- Ebbe Vilborg: Achilles Tatius. Leucippe and Clitophon (= Studia Graeca et Latina Gothoburgensia. Band 1). Almqvist & Wiksell, Göteborg 1955 (mit Kommentar).
- Stephen Gaselee: Achilles Tatius. Text und englische Übersetzung. Heinemann, London 1917 (Digitalisat). Neuausgabe: Loeb Classical Library, London/Cambridge 1947.
- Rowland Smith: The Loves of Clitopho and Leucippe. In: The Greek Romances. London 1889 (Digitalisat).
- Jean-Philippe Garnaud: Achille Tatios. Le Roman de Leucippé et Clitophon (= Collection Budé, Série grecque. Band 345). Les Belles Lettres, Paris 1991, ISBN 2-251-00413-0 (Nachdruck 2010).
- Αχιλλέως Αλεξανδρέως Τατίου Λευκίππη και Κλειτοφών. Εισαγωγή, μετάφραση, σχόλια, Γιώργης Γιατρομανωλάκης. Ίδρυμα Γουλανδρή-Χορν, Athen 1990.
- Tim Whitmarsh: Leucippe and Clitophon Books I–II. Cambridge University Press, Cambridge 2020, ISBN 978-1-316-64059-3.
- John L. Hilton: A Commentary on Books 3 and 4 of Achilles Tatius’ Leucippe and Clitophon (= Mnemosyne Supplements. Band 480). Brill, Leiden 2024, ISBN 978-90-04-69152-0.